# ゲヘンドラ・バハドゥル・ラージバンダリー
ゲヘンドラ・バハドゥル・ラージバンダリー（ネパール語: गेहेन्द्र बहादुर राजभण्डारी、英: Gehendra Bahadur Rajbhandari、1923年 - 1994年）は、ネパール王国の政治家。第一大臣を務める。首相代行でもあった。
代行の任期は以下の通り。
- 1970年4月13日 - 1971年4月14日